# Czeczewiznia
Czeczewiznia (ros. Чечевизня) – wieś (ros. деревня, trb. dieriewnia) w zachodniej Rosji, w sielsowiecie kostielcewskim rejonu kurczatowskiego w obwodzie kurskim.

## Geografia
Miejscowość położona jest 9,5 km od centrum administracyjnego sielsowietu kostielcewskiego (Kostielcewo), 12 km od centrum administracyjnego rejonu (Kurczatow), 37 km od Kurska.
W granicach miejscowości znajdują się 62 posesje

## Demografia
W 2010 r. miejscowość zamieszkiwały 24 osoby.